# Eetión
Eetión (en griego antiguo: Ἠετίων, romanizado: Êetíôn), según la mitología griega, era el rey de Tebas (Asia Menor), una ciudad que fue saqueada por Aquiles durante la Guerra de Troya.
Eetión pereció, junto con sus siete hijos varones, a manos de Aquiles en el octavo año del sitio de Troya, cuando los griegos hicieron una expedición de castigo contra los tebanos por la ayuda prestada a los sitiados. Además, su esposa se suicidó tras perder a su esposo e hijos.
Eetión tenía una hija llamada Andrómaca, que fue la esposa del héroe troyano Héctor. 